# Менсур Ћатић
Менсур Ћатић (Добој, 7. јун 1959) босанскохерцеговачки је песник.

## Биографија
Менсур Ћатић рођен је 7. јуна 1959. у Добоју, Босна и Херцеговина. По занимању је правник. Детињство и младост провео у Оџаку, гимназију завршио у Модричи, живео у Добоју, Сарајеву, Бањалуци, као и у Мађарској, Пољској и Данској. Данас живи и ствара у Високом.
Објављивао је песме и приче у часописима „Одјек” (Сарајево), „Босанска вила” (Сарајево), „Освит” (Мостар), „Аванград” (Сомбор), „Ријеч” (Брчко), „Впоглед” (Жалец, Словенија), „Кул тим” књижевног клуба „Бранко Миљковић” (Књажевац), „Творац града” (Београд), „Свијет културе” (Загреб), „Поља” (Нови Сад), „Диогенес” (песници и прозаисти са подручја бивше Југославије), „Живот” (Сарајево), „Жикишон” (сатирични часопис за подручје бивше Југославије), „Поета” (Београд), „Прича” (Београд), „Књижевни преглед” (Београд) итд... Неке од песама су му преведене на француски, словенски, македонски, бугарски, енглески, дански и немачки језик.
За песничку збирку „Рутински захват” 2007. године добио је другу награду Мак Диздар на песничкој манифестацији „Слово Горчина“ у Стоцу. У новембру 2010. песма „Ране и стомаци” проглашена је за песму године на међународном такмичењу Прве сатиричне позорнице „Сатира је алтернатива безумљу” електронског часописа за политичку сатиру, хумор, карикатуру и стрип МаксМинус, за песму „Ескимска ружа” једну од награда за најоригиналнију љубавну песму у Мркоњић Граду на такмичењу поводом Валентинова, његова песма „Је ли Беатриче ту” преведена на словеначки објављена је у Словенији, у књизи тридесет изабраних песама поводом такмичења „Рожнати длан”, песма „Немаш разлога, Ри” проглашена је на словеначком песничком порталу pesem.si за Песму јесени 2011. у конкуренцији песама које су писане на другим језицима (у односу на словеначки), у фебруару 2012. у Мркоњић Граду на такмичењу поводом Валентинова с циклусом љубавних песама освојио је другу награду у конкуренцији афирмираних песника, а 2013. с циклусом „Писмо Марији” на истом такмичењу освојио је прво место...
Објавио је збирке „Пјесме за друго мјесто”, „Ескимска ружа”, и „Голубови над одром”. Заступљен у Антологији бошњачке поезије Ервина Јахића, Антологији балканског сублимизма Томислава Дретара...